# Arnaud Sabatier
Arnaud Sabatier, ou   Arnaldo Sabatier di Cahors, né à Bologne et mort le  5 août 1334, est un prélat italo-français du XIVe siècle. 

## Biographie
Arnaud Sabatier est chanoine de Meaux et  est élevé sur le siège épiscopal de Bologne par le pape Jean XXII en  1322 . Dépossédé  suivant quelques auteurs, parce que son clergé l'accuse d'avoir acheté l'évêché à prix d'argent, il se réfugie à Avignon. Le même pape le nomme a l'évêché de Riez en  1330.

## Source
- La France pontificale (Gallia Christiana), Paris, s.d.